# 前川貫一
前川 貫一（まえかわ かんいち、1873年（明治6年） - 1955年（昭和30年））は、日本の河川技術者。建築家前川國男と、日本銀行総裁を務めた前川春雄の父。

## 経歴
滋賀県士族・前川勇夫の長男。1897年（明治30年）、東京帝国大学工科大学土木工学科卒業。内務省土木局に入り、大阪の第五区土木監督署勤務。1898年、新潟の第三区に転じ、信濃川改修の調査と府県の土木の監督係に従事する。1909年、内務省東京土木出張所に転じ、利根川第三期改修の計画にあたる。1911年、欧米各国へ視察出張。1914年に江戸川、1919年に中川の各改修事務所主任などをつとめる。
1919年、当時の技監である神野忠雄の勧めで内務省を休職、日本水力に入り、建設課長として真名川水力工事にあたったが、翌年、経済不況により会社が解散となる。1921年、内務省に復職し、東京第一と第二土木出張所工務部長兼庶務部長となる。1923年、内務省名古屋土木出張所長となる。木曽川上流改修工事にあたる。
1928年、内務省土木局第一技術課長。1934年、内務省を退官。退官後は大同電力、昭和電力、矢作水力、愛岐水力の技術顧問を嘱託したが、1939年日本発送電の発足と同時に矢作水力以外は退社する。1940年、水力協会会長に就任。1942年からは－切の公職を辞している。

## 人物
1914年、家督を相続する。
1904年11月から1906年10月まで雑誌樋談雑誌に講演記録「治水の話」が掲載されている。また、「私の何機中記」の標題で、旧交会員懐古追想に執筆している。

## 栄典
位階
- 1924年（大正13年）12月1日 - 正四位[2]

勲章等
- 1930年（昭和5年）12月5日 - 帝都復興記念章[3]